# Faramea stenopetala
Faramea stenopetala är en måreväxtart som beskrevs av Carl Friedrich Philipp von Martius. Faramea stenopetala ingår i släktet Faramea och familjen måreväxter. Inga underarter finns listade i Catalogue of Life.